# السبع بیار
السبع بیار یک منطقهٔ مسکونی در سوریه است که در استان ریف دمشق واقع شده‌است.

## خصوصیات
السبع بیار ۳۹۵ نفر جمعیت دارد.